# Gambusia holbrooki
Gambusis holbrooki é uma espécie de peixe de água doce. Pertence à família Poeciliidae. É nativa do este e sul dos Estados Unidos, e cresce até ao 3,5 cm de comprimento.
Foi introduzida em Portugal para controlar os possíveis mosquitos portadores de esporozoítos infectantes da malária do gênero Plasmodium.
Foi introduzida na Europa no início do século XX para combater os mosquitos portadores da malária, pois alimenta-se das larvas de mosquito. O sucesso da gambúsia foi tal que rapidamente se transformou numa praga.
O peixe-mosquito passou a ser importado da Carolina do Norte para Itália, em 1921. Contudo, durante a viagem detectou-se uma grande mortalidade de peixes e daí uma escala em Espanha para aclimatação. O que foi feito com sucesso. A aclimatação aconteceu na região de Cáceres e a gambúsia rapidamente se multiplicou, alastrou à bacia do Tejo e daí a todos os rios, lagos, pateiras, pântanos, pauis, lagoas e charcos portugueses. Foi também criada nas lagoas de Mira, tendo sido introduzida em áreas de arrozal e outras onde as larvas do mosquito se desenvolvem.
Espécie invasora, foi transportada para um ecossistema que não era o seu de origem e rapidamente aumentou o seu efectivo populacional visto adaptar-se muito bem a ambientes hostis e condições adversas como sejam temperaturas elevadas e águas pouco oxigenadas.
É muito voraz, tudo o que na prática for possível de ser comido, eles comem. São canibais, capazes de predar a própria descendência. A sua fome permanente coloca em desequilíbrio os ecossistemas onde se introduz, provocando mesmo o desaparecimento de outros predadores naturais de mosquito.
A gambúsia reproduz-se rapidamente, pois atinge a maturidade sexual ao fim de quatro a seis semanas, podendo reproduzir-se quatro vezes num ano. Os ovos são fecundados no ventre materno e as suas crias nascem não completamente desenvolvidas, mas já com alguma autonomia, já conseguindo alimentar-se, nadar e comer larvas.
Não tendo interesse económico, não é capturada pelo homem. E o controlo das populações não é viável porque a sua pequenez e o seu ritmo reprodutivo não permitem a utilização de meios mecânicos para limpar os meios húmidos que habitam.